# Chemin de fer Toulon - Saint-Raphaël
La ligne de Toulon à Saint-Raphaël, aussi appelée ligne du littoral varois et dont le train est surnommé le Macaron, est une ancienne ligne de chemin de fer à voie métrique  reliant Toulon à Saint-Raphaël (Var) en suivant la côte du massif des Maures. C'était la plus méridionale des trois lignes du réseau des Chemins de fer de Provence (CP).
La ligne, longue de 110 kilomètres, suivait la côte sur la plus grande partie de son parcours. Elle était établie le plus souvent en site propre, parfois en accotement de la route mais  plateforme indépendante. Le tracé suivait à distance  la route nationale 559 (Marseille - Nice par le bord de mer), et à défaut la route nationale 98 (Toulon - Mandelieu).

## Histoire

### Mise en service

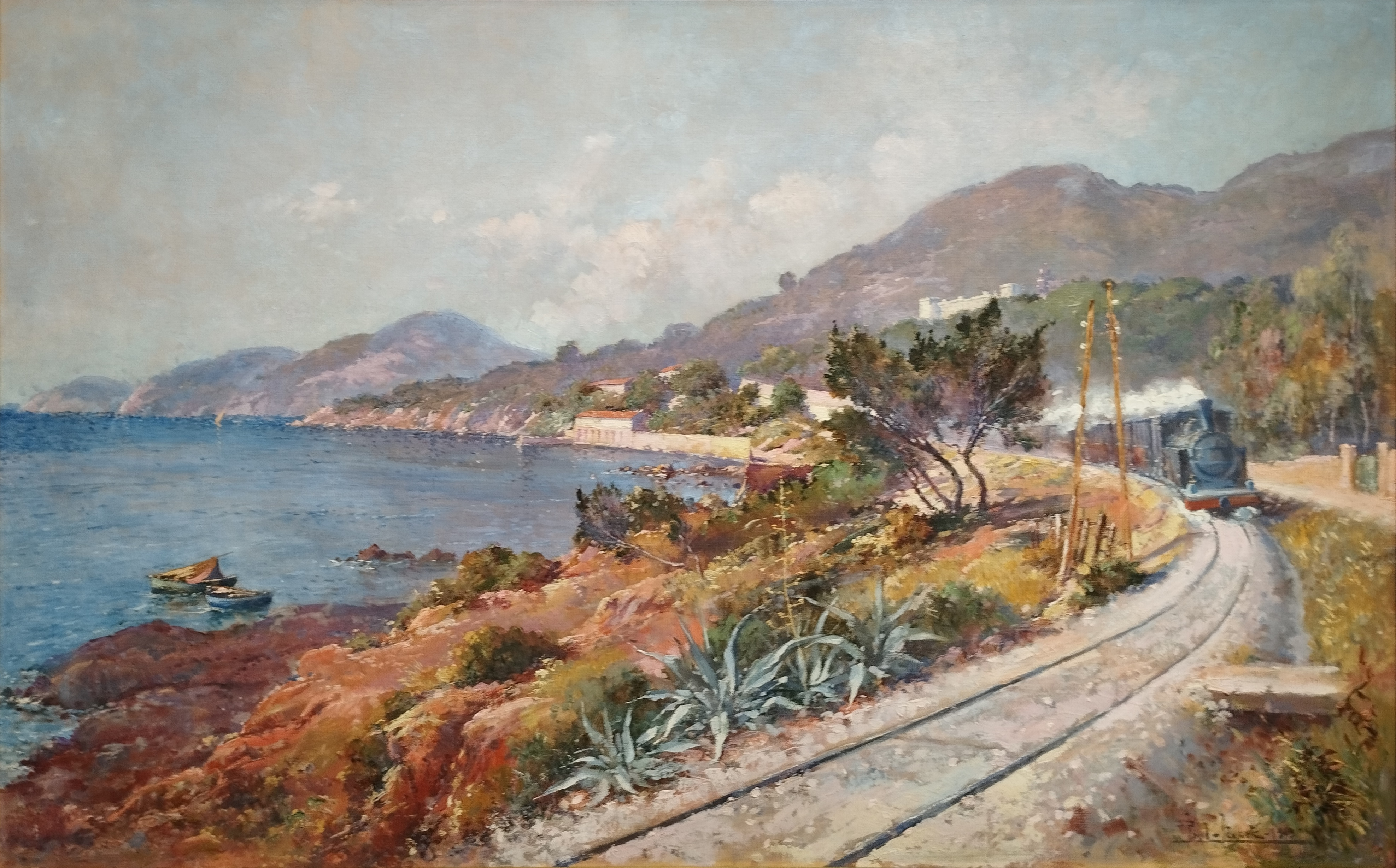
Le Macaron, à Hyères vers San Salvadour - Paul Levéré (1909).

La décision de créer une ligne d’intérêt local desservant le littoral varois fut prise en 1887. Le premier tronçon est inauguré le 25 août 1889 entre la gare de Saint-Raphaël et la gare de Cogolin Saint-Tropez (33 kilomètres), au lieu-dit de La Foux à équidistance du centre de ces deux communes. L'année suivante, le 4 août 1890, la ligne est prolongée de 51 km jusqu'à Hyères. 
Pour tenir compte de l'opposition du PLM,  craignant la concurrence avec sa propre ligne de Toulon à Hyères, le terminus fut provisoirement fixé à Hyères. Ce n'est qu'en 1905 que la ligne fut prolongée à l'ouest jusqu'à Toulon. 
L’inauguration de la section entre Hyères et Toulon (23 km) eut lieu le 6 août 1905.
Entre-temps en 1904, la ligne est complétée d'une ligne de tramway reliant Cogolin à Saint-Tropez via la gare de Cogolin La Foux reliant ces deux localités directement à la ligne.
Cette ligne désenclavait plusieurs communes importantes de l'est de l'agglomération toulonnaise et de la corniche des Maures, et présentait un intérêt touristique important. Pourtant elle était fragile, et de nombreux travaux de confortement furent nécessaires.

### Le second réseau

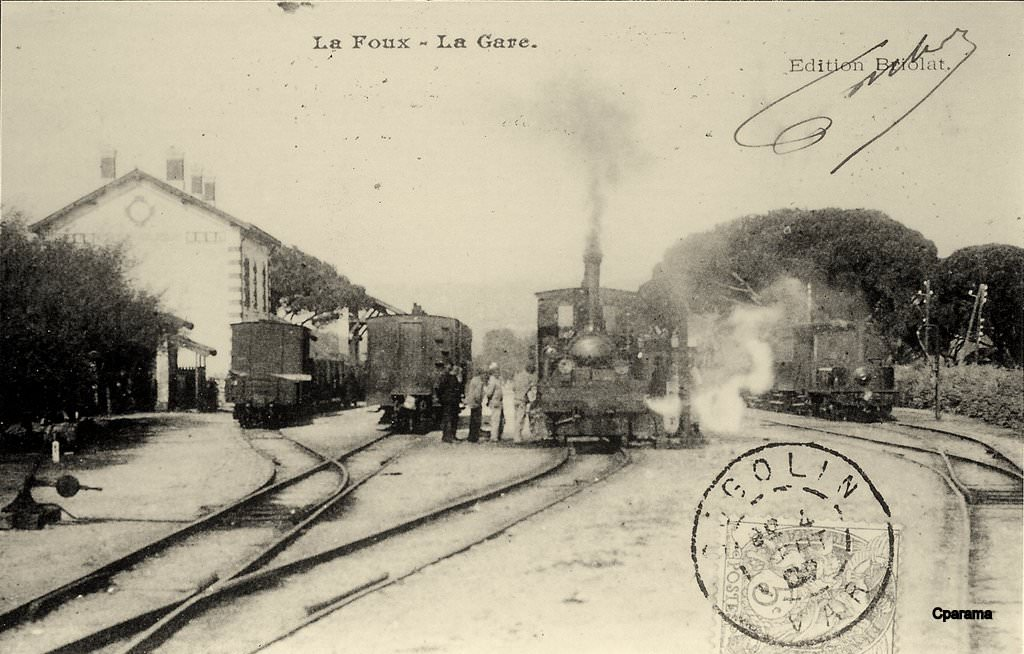
La gare de Cogolin La Foux.

Une convention signée, le 27 novembre 1908, entre le conseil général du Var et la Compagnie des chemins de fer du Sud de la France concède à cette dernière plusieurs lignes venant se greffer entre Toulon et Saint-Raphaël. La première est une ligne « de Salernes, par Brignoles, à un point de la ligne d'intérêt local d'Hyères à Toulon à déterminer aux abords du Pradet ». La seconde est une ligne « de Draguignan à Saint-Aygulf, raccordée à ses deux extrémités à la ligne d'intérêt général de Nice à Meyrargues, et à la ligne d'intérêt local de Saint-Raphaël à Hyères ». La convention est approuvée par une loi déclarant ces lignes d'utilité publique, à titre d'intérêt local, le 16 avril 1909. Ce réseau complémentaire ne sera jamais réalisé ; la ligne de Draguignan à Saint-Aygulf aurait permis de relier entre elles les lignes déjà concédées à la compagnie, celle du littoral et celle du Central Var.

### L'entre-deux-guerres
La Première Guerre mondiale et la crise des années 1930 fragilisèrent l'exploitation, et la ligne ne dut son salut qu'à l'appui financier résolu du conseil général du Var. L'État ayant refusé son aide pour l'électrification, au prétexte que cela rendrait la ligne bénéficiaire, la mise en service de dix autorails diesel Brissonneau et Lotz à partir de 1935 eut un succès considérable.

### La fermeture
La Seconde Guerre mondiale fut cependant fatale à la ligne, qui, fortement dégradée par le débarquement du 15 août 1944, fut officiellement fermée en 1948, après l'incendie inexpliqué du dépôt de Fréjus. Néanmoins, fait incroyable, les autorails rescapés continuèrent à circuler pendant encore un an, en renfort des autobus insuffisants et moins appréciés du public. Mais sans soutien logistique, ils disparurent en juin 1949.

### Exploitation routière

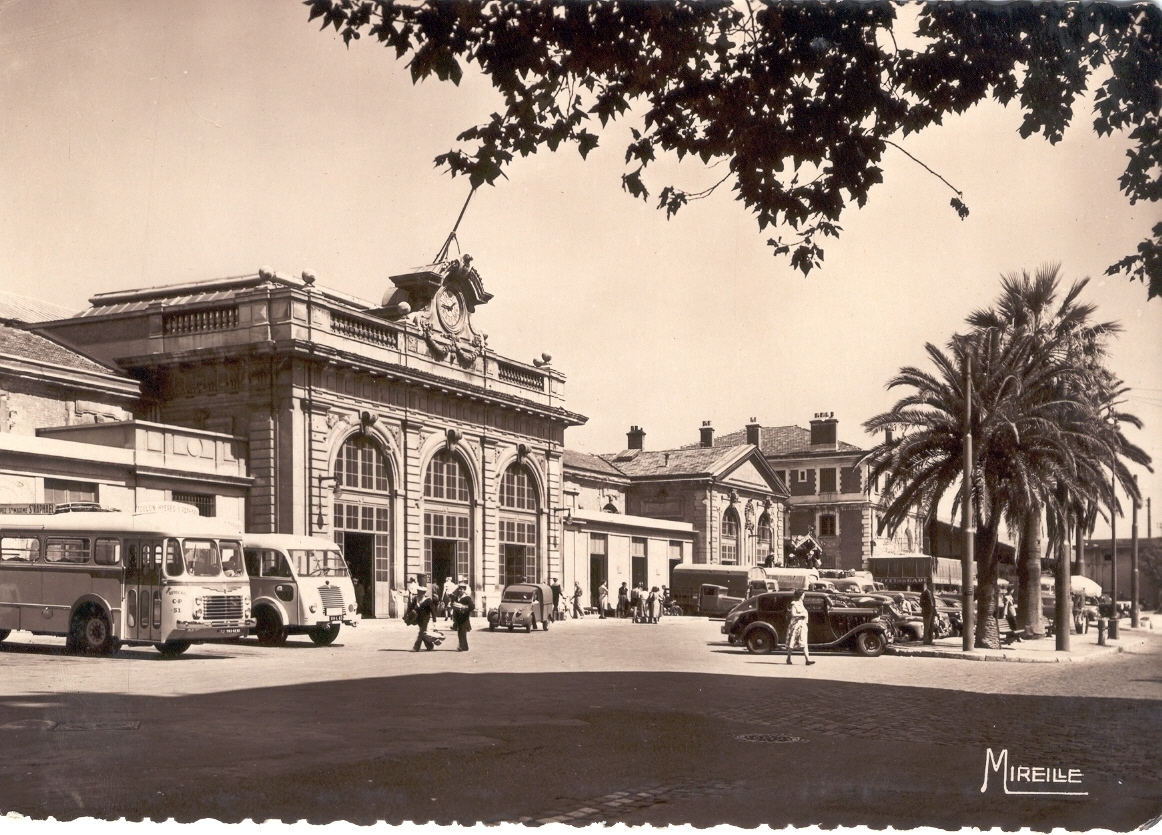
Autocars des CP, Renault 215D et R4190 devant la gare de Toulon dans les années 1950.

Les autocars remplacent alors les autorails sur l'intégralité du parcours, le terminus est par la même occasion déplacé de la gare de Toulon Sud-France à la gare SNCF de Toulon (ex. PLM). Par la suite en 1952, à la suite d'un procès avec les autocars GABY de Hyères, la ligne abandonne le tracé par la côte entre Toulon et Hyères dont l'exploitation est intégralement cédée à l'autocariste, les autocars des CP empruntent alors la route de Toulon à Hyères par La Valette et La Crau. À la même époque, l'exploitation de la ligne est scindée en deux à Saint-Tropez, la section de Saint-Raphaël - Saint-Tropez reprennant la desserte de Cogolin de l'ancien tramway Cogolin - Saint-Tropez. Les deux lignes continueront d'être exploitées ainsi, leur exploitation sera reprise à la fin des années 1970 par la SODETRAV (fusion des autocars GABY et des CP), elles sont aujourd'hui intégrées au réseau d'autocar du var Zou ! :

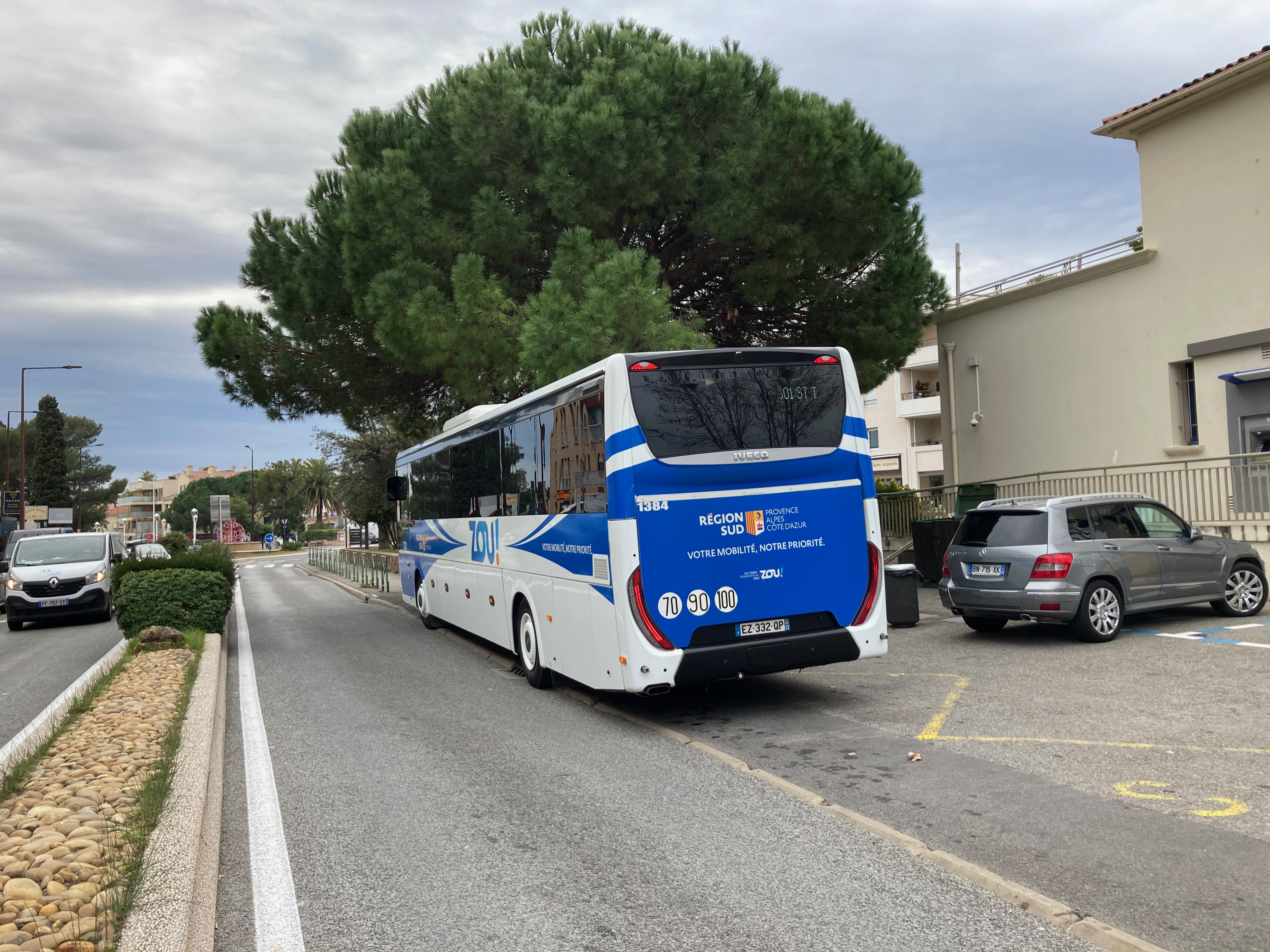
Autocar sur la ligne 7601 vers Saint-Tropez à Saint-Aygulf au niveau de l'ancienne gare.

- 7601 Saint-Raphaël - Saint-Tropez ;
- 7702 Saint-Raphaël - Cavalaire-sur-Mer via Cogolin ;
- 7801 Saint-Tropez - Toulon.

Deux autres lignes complétant ces dernières : 7802 Saint-Tropez - Toulon par l'intérieur via le village de La Môle et 7803 entre Saint-Tropez et l'aéroport de Toulon-Hyères.

### Vestiges
La plus grande partie du tracé a été, depuis le XXe siècle et comme ailleurs en France pour les lignes ferroviaires abandonnées, recouverte, après enlèvement des rails, des traverses, du ballast, de la signalisation et des barrières, par une piste cyclable intégrée à la « Voie 65 “Azur-Camargue” ». Le long de cette voie, subsistent plusieurs anciennes gares ou abris, comme par exemple à Carqueiranne où l'ancienne gare abrite un bureau de la police municipale.   

## Exploitation
La ligne est exploitée par :

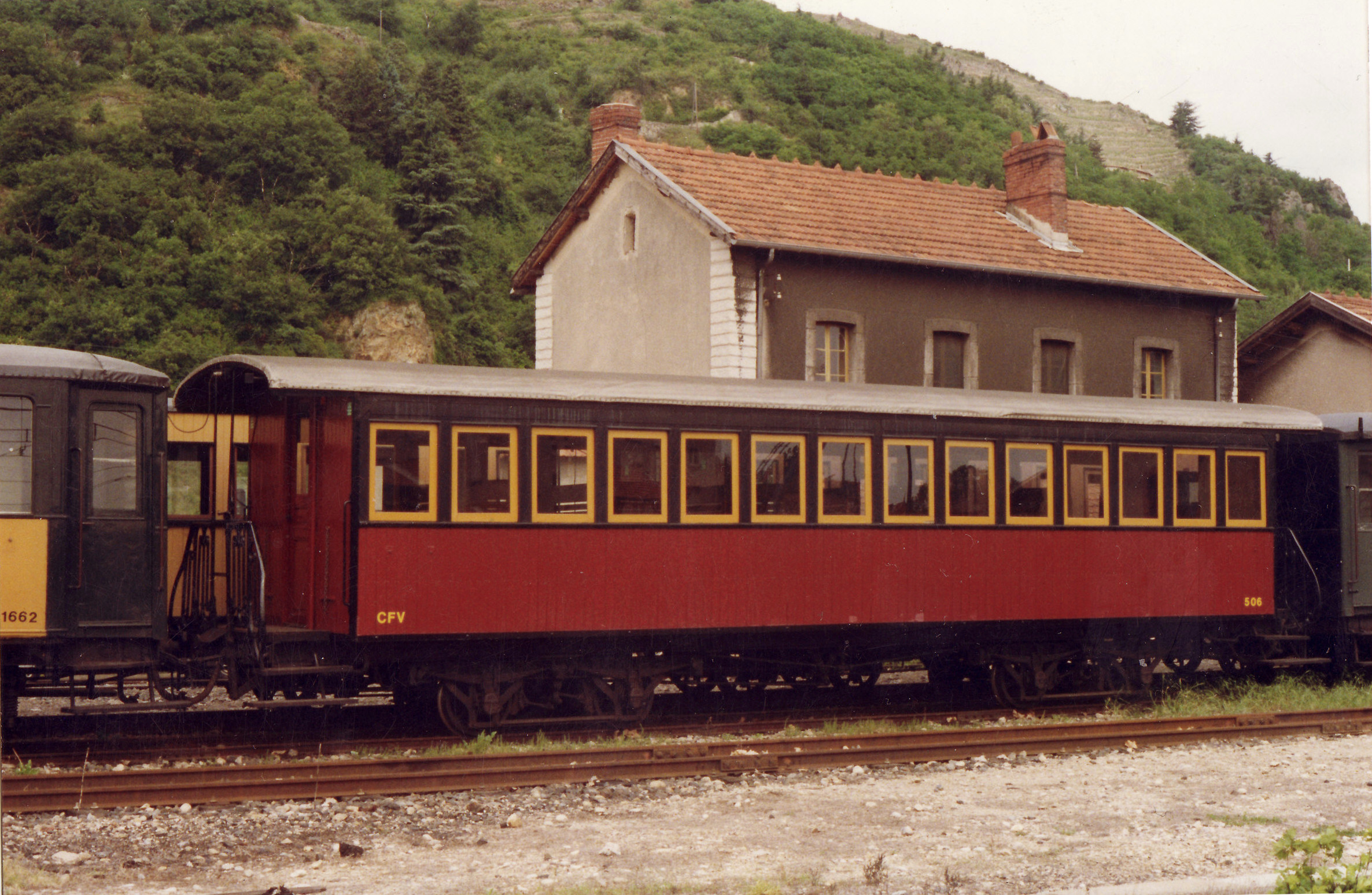
Voiture B 506 des CP, préservée au chemin de fer du Vivarais.

- la  Compagnie des chemins de fer du Sud de la France depuis l'ouverture jusqu'à 1925
- La compagnie des chemins de fer de Provence de 1925 à 1949.

## Infrastructure

### Gares

#### Types de bâtiments voyageurs
| Type                 | Utilisation                                          | Description                                                                     | Illustration |
| -------------------- | ---------------------------------------------------- | ------------------------------------------------------------------------------- | ------------ |
| Fréjus               | Section d'origine Hyères - Saint-Raphaël (1889-1890) | Bâtiment en R+1 de trois travées.                                               |              |
| Cavalaire Pardigon   | Section d'origine Hyères - Saint-Raphaël (1889-1890) | Bâtiment en R+1 de deux travées, sans baies à l'étage côté voies et côté ville. |              |
| Le Lavandou          | Section d'origine Hyères - Saint-Raphaël (1889-1890) | Bâtiment en R+1 de deux travées.                                                |              |
| Bormes               | Section d'origine Hyères - Saint-Raphaël (1889-1890) | Bâtiment en R+1 de deux travées.                                                |              |
| La Londe-les-Maures  | Section d'origine Hyères - Saint-Raphaël (1889-1890) | Bâtiment en R+1 de deux travées.                                                |              |
| Hyères San Salvadour | Extension Hyères - Toulon (1905)                     | Bâtiment en R+1 de trois travées.                                               |              |
| Carqueiranne         | Extension Hyères - Toulon (1905)                     | Bâtiment en R+1 de deux travées.                                                |              |
| Toulon Les Ameniers  | Extension Hyères - Toulon (1905)                     | Bâtiment sans étage de trois travées.                                           |              |

#### Liste
Type BV : type de bâtiment voyageur (voir la section ci-dessus) ; un type suivi d'un « + » signifie que des bâtiments hors-type lui sont accolés.
| Illustration | Nom                                                | Commune                                 | Localisation                | Type BV              | État                                  | Remarques                                               |
| ------------ | -------------------------------------------------- | --------------------------------------- | --------------------------- | -------------------- | ------------------------------------- | ------------------------------------------------------- |
|              | Bormes-les-Mimosas                                 | Bormes-les-Mimosas                      | 43° 08′ 38″ N, 6° 20′ 26″ E | Bormes               | Démolie.                              |                                                         |
|              | Carqueiranne                                       | Carqueiranne                            | 43° 05′ 35″ N, 6° 04′ 27″ E | Carqueiranne         | Désaffectée.                          |                                                         |
|              | Cavalaire-sur-Mer                                  | Cavalaire-sur-Mer                       | 43° 10′ 22″ N, 6° 31′ 49″ E | Bormes               | Désaffectée.                          |                                                         |
|              | Cavalaire-sur-Mer Pardigon                         | Cavalaire-sur-Mer, lieu-dit Pardigon    | 43° 11′ 08″ N, 6° 32′ 45″ E | Cavalaire Pardigon   | Démolie.                              |                                                         |
|              | Cogolin La Foux (à l'origine Cogolin Saint-Tropez) | Cogolin                                 | 43° 15′ 52″ N, 6° 34′ 50″ E | Cogolin La Foux      | Démolie.                              |                                                         |
|              | Fréjus Sud-France                                  | Fréjus                                  | 43° 25′ 39″ N, 6° 44′ 09″ E | Cogolin La Foux      | Démolie.                              |                                                         |
|              | Fréjus Saint-Aygulf                                | Fréjus, village de Saint-Aygulf         | 43° 23′ 07″ N, 6° 43′ 20″ E | Cavalaire Pardigon   | Démolie.                              |                                                         |
|              | Gassin                                             | Gassin                                  | 43° 13′ 48″ N, 6° 34′ 32″ E | Bormes               | Désaffectée.                          |                                                         |
|              | Grimaud Saint-Pons                                 | Grimaud                                 | 43° 16′ 46″ N, 6° 34′ 41″ E | Bormes               | Démolie.                              |                                                         |
|              | Hyères Saint-Nicolas-Mauvanne                      | Hyères, lieu-dit Saint-Nicolas-Mauvanne | 43° 07′ 32″ N, 6° 11′ 42″ E | Cavalaire Pardigon   | Désaffectée.                          |                                                         |
|              | Hyères San Salvadour                               | Hyères, lieu-dit San Salvadour          | 43° 05′ 04″ N, 6° 06′ 39″ E | Hyères San Salvadour | Désaffectée.                          |                                                         |
|              | Hyères Sud-France                                  | Hyères                                  | 43° 06′ 59″ N, 6° 07′ 54″ E | unique               | Démolie.                              |                                                         |
|              | La Croix-Valmer                                    | La Croix-Valmer                         | 43° 12′ 26″ N, 6° 34′ 07″ E | Cavalaire Pardigon+  | Désaffectée.                          |                                                         |
|              | La Londe-les-Maures                                | La Londe-les-Maures                     | 43° 08′ 22″ N, 6° 14′ 13″ E | Bormes               | Désaffectée.                          |                                                         |
|              | La Môle Le Canadel                                 | La Môle, lieu-dit Le Canadel            |                             | Cavalaire Pardigon   |                                       | Aujourd'hui sur le territoire de Rayol-Canadel-sur-Mer. |
|              | Le Lavandou                                        | Le Lavandou                             | 43° 08′ 17″ N, 6° 21′ 52″ E | Bormes               | Gare routière.                        |                                                         |
|              | Le Lavandou Cavalière                              | Le Lavandou, localité de Cavalière      | 43° 09′ 06″ N, 6° 25′ 33″ E | Cavalaire Pardigon+  | Désaffectée.                          |                                                         |
|              | Le Lavandou La Fossette                            | Le Lavandou, lieu-dit La Fossette       | 43° 08′ 48″ N, 6° 23′ 43″ E | Cavalaire Pardigon+  | Désaffectée.                          |                                                         |
|              | Le Pradet                                          | Le Pradet                               | 43° 06′ 24″ N, 6° 01′ 37″ E | Carqueiranne         | Désaffectée.                          |                                                         |
|              | Le Pradet Les Gravettes                            | Le Pradet                               | 43° 06′ 31″ N, 6° 00′ 43″ E | Toulon Les Ameniers  |                                       |                                                         |
|              | Saint-Raphaël                                      | Saint-Raphaël                           | 43° 25′ 22″ N, 6° 46′ 14″ E | Cogolin La Foux      | Démolie (bâtiment propre à la ligne). |                                                         |
|              | Sainte-Maxime                                      | Sainte-Maxime                           | 43° 18′ 38″ N, 6° 38′ 09″ E | Bormes+              | Démolie.                              |                                                         |
|              | Sainte-Maxime La Nartelle                          | Sainte-Maxime                           | 43° 19′ 31″ N, 6° 39′ 53″ E | Cavalaire Pardigon   | Désaffectée.                          |                                                         |
|              | Toulon Les Ameniers                                | Toulon                                  | 43° 07′ 17″ N, 5° 58′ 03″ E | Toulon Les Ameniers  | Désaffectée.                          |                                                         |
|              | Toulon Pont du Suve                                | Toulon                                  | 43° 06′ 55″ N, 5° 58′ 51″ E | Toulon Les Ameniers  | Désaffectée.                          |                                                         |
|              | Toulon Pont de la Clue                             | Toulon                                  | 43° 06′ 34″ N, 6° 00′ 05″ E | Toulon Les Ameniers  | Désaffectée.                          |                                                         |
|              | Toulon Saint-Jean-du-Var                           | Toulon                                  | 43° 07′ 19″ N, 5° 57′ 20″ E | Toulon Les Ameniers  | Démolie.                              |                                                         |
|              | Toulon Sainte-Marguerite                           | Toulon                                  | 43° 06′ 42″ N, 5° 59′ 24″ E | Toulon Les Ameniers  | Désaffectée.                          |                                                         |
|              | Toulon Sud-France                                  | Toulon                                  | 43° 07′ 03″ N, 5° 56′ 17″ E | unique               | Démolie.                              |                                                         |

| - Les Issambres - La Garonnette San Peire - La Garonnette Plage-Le Val d'Esquières - Guerrevieille Beauvallon - Le Dattier - Pramousquier - Cap Nègre - Aiguebelle plage - Saint-Clair - La Verrerie - La Pascalette - Riondet Golf - Hyères-ville - Hyères-Echanges - Le Palyvestre - Costebelle - L'Almanarre - Saint-Pierre-d'Almanarre - Font-Brun - Le Paradis - La Colle-Noire - La Moutonne - Les Abattoirs-Aguillon |

### Ouvrages d'art

#### Ponts et viaducs
- Viaduc du Batailler (Bormes).
- Pont de la Galiote à Saint-Aygulf (dont le tablier a été déposé après 1945).

#### Tunnels
- Tunnel de San Salvadour au lieu-dit du même nom à Carqueiranne.
- Tunnel du Layet à la pointe du même nom entre Aiguebelle et Cavalière au Lavandou.
- Tunnel du Rayol ou de Malpague à Rayol-Canadel-sur-Mer.
- Tunnel de Bonporteau dans le col du même nom (aussi appelé col du Dattier) à Cavalaire-sur-Mer.

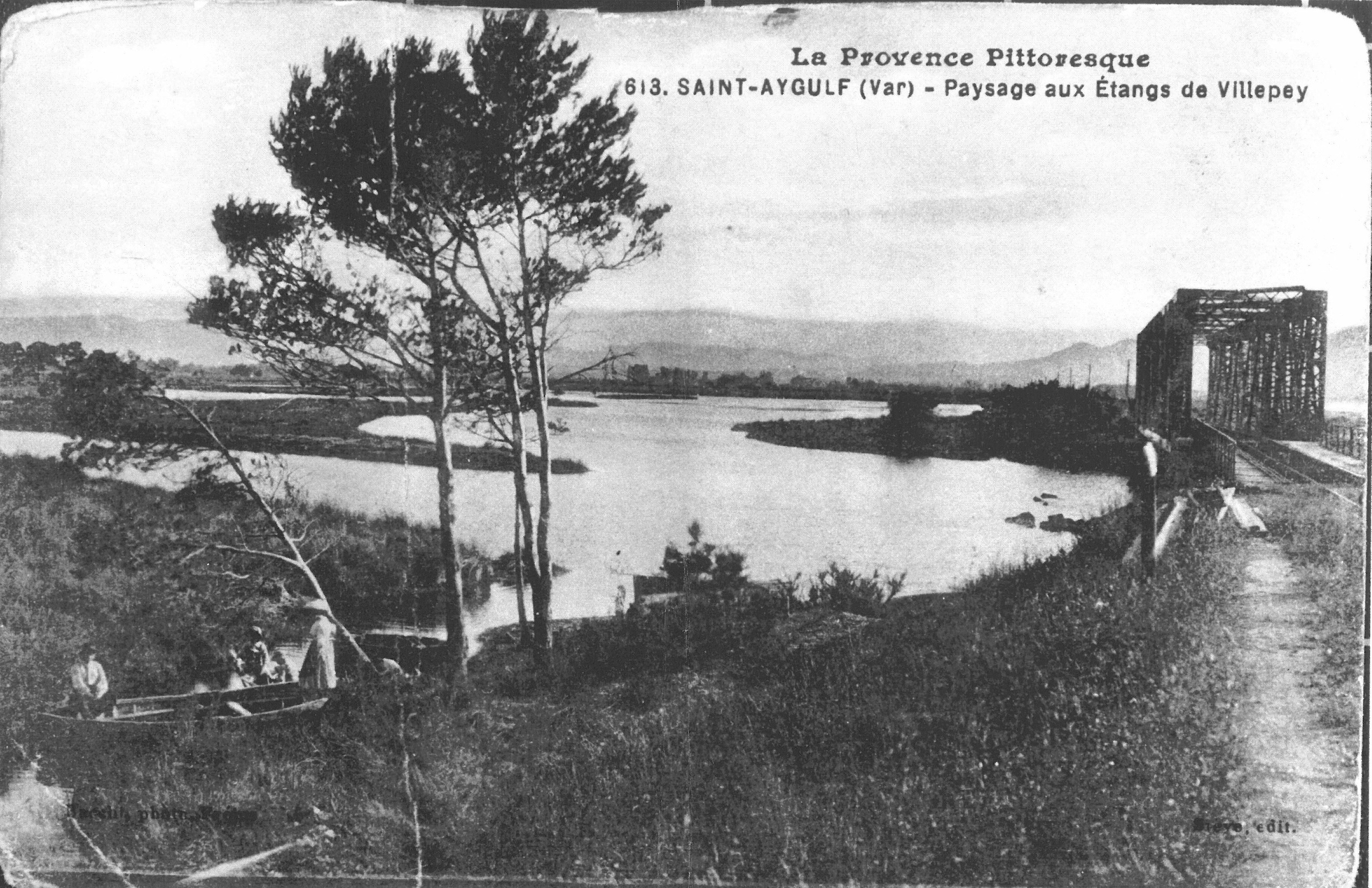
La lagune de Villepey et le pont ferroviaire de la Galiote à Saint-Aygulf, circa 1900.

- Tunnel de La Croix-Valmer.

## Matériel roulant

### Automotrices thermiques
Automotrices Brissonneau et Lotz

### Locomotives à vapeur

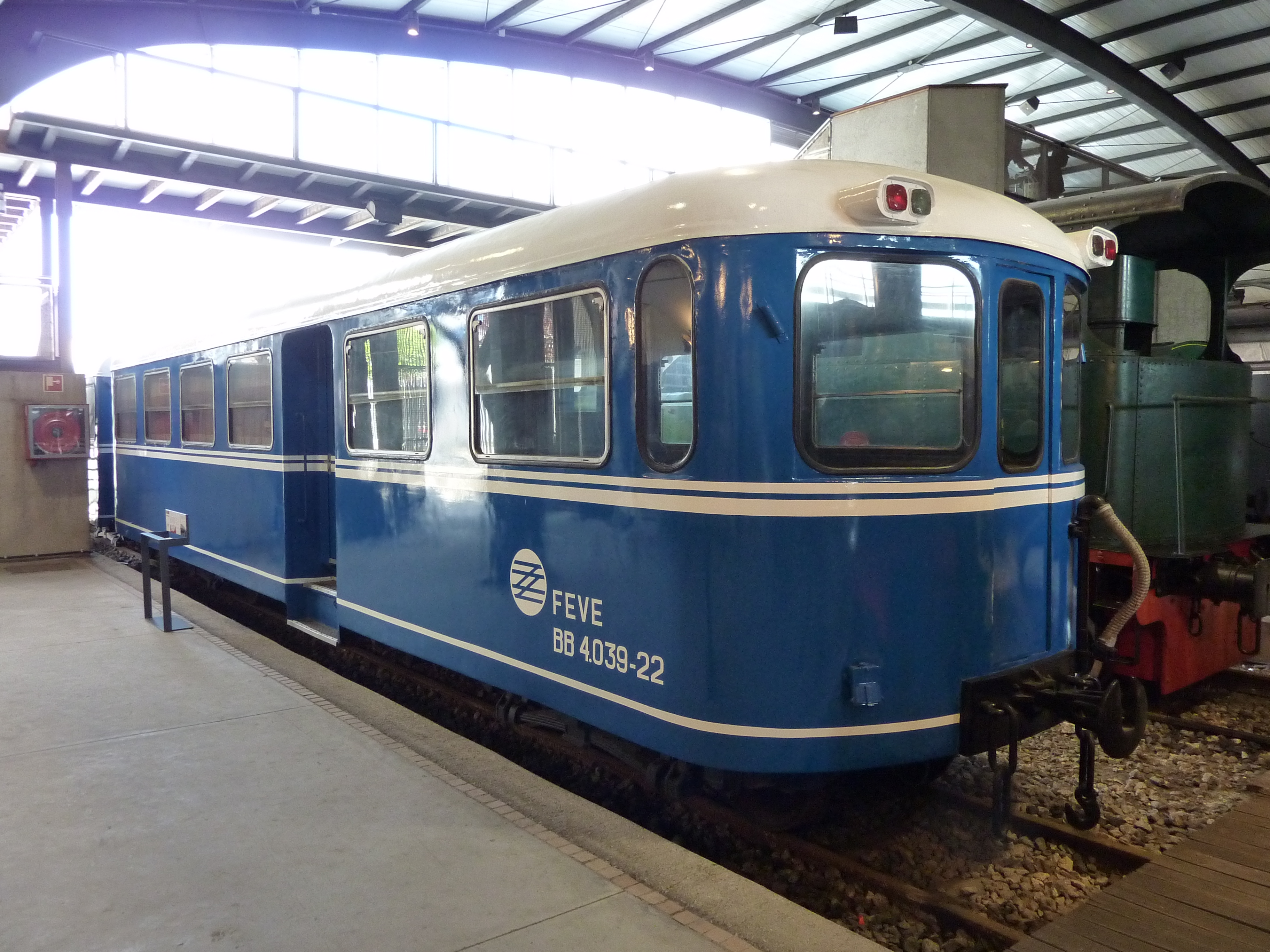
Remorque d'autorail Brissonneau et Lotz préservée au musée de Gijon en Espagne.

Locomotive type 020-020 Mallet

### Voitures
Voitures à bogies, 1re et 2e classe

## Vestiges

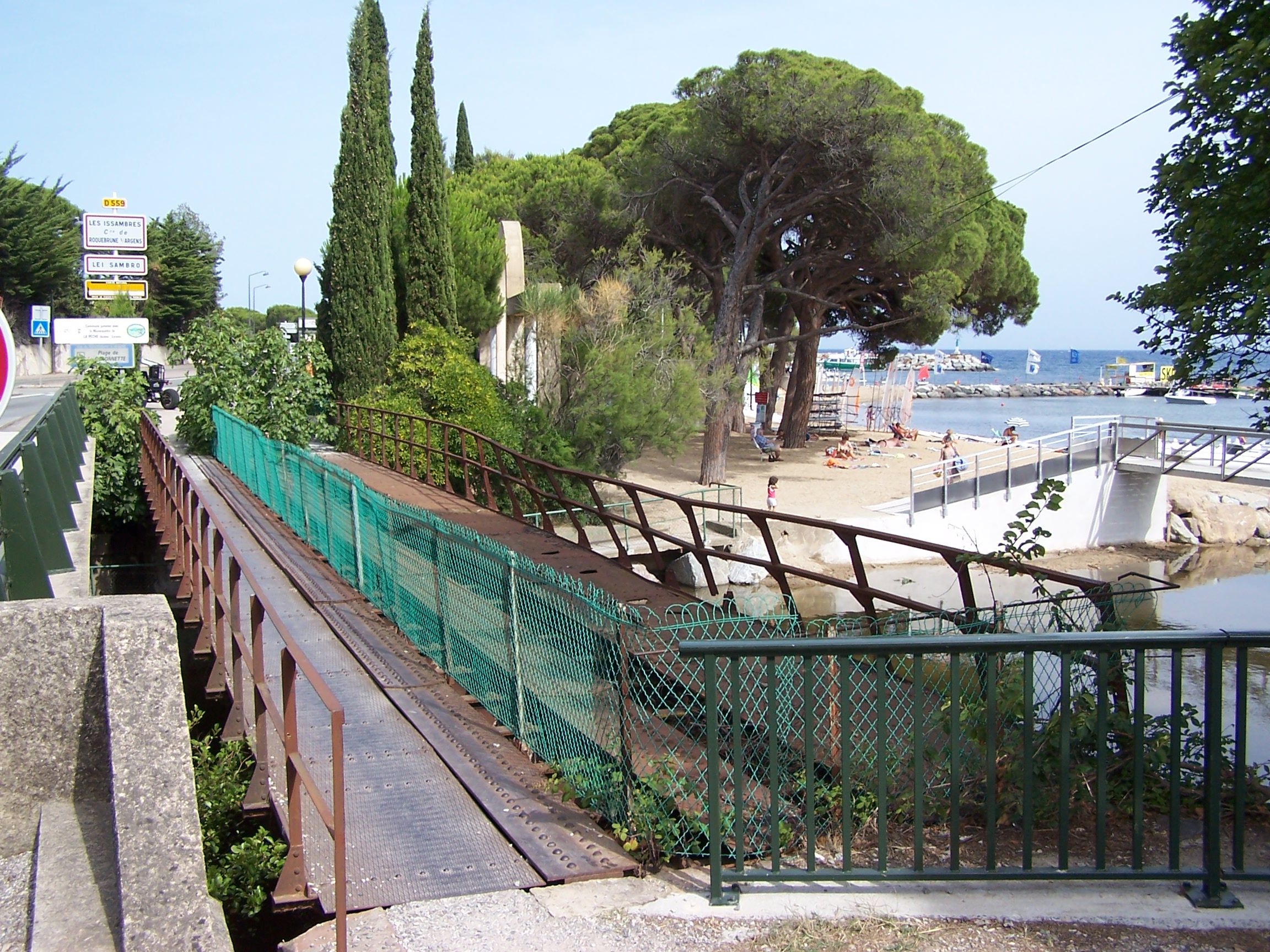
Ancien pont de la ligne aux Issambres.

La plateforme de la ligne disparue a été réutilisée en plusieurs lieux en tant que :
- piste cyclable à la sortie est de Toulon, de la Londe-les-Maures à Bormes-les-Mimosas, le « chemin du train des Pignes » du Lavandou à Pramousquier ;
- déviation de la RN 98 à l'est d'Hyères (pont sur le Gapeau) ;
- dédoublement de la D 559 (ex-RN 559) dans la traversée du Lavandou.

Les installations fixes ont pour la plupart disparu. Cependant certaines gares ont été conservées, notamment celle de Cavalière (commune du Lavandou), qui abrite un bureau de poste et une mairie annexe, celle de Carqueiranne qui abrite le bureau de police (la locomotive qui est à côté – voie normale – n'a pas circulé sur cette ligne en voie métrique), ou celle de La Croix Valmer qui abrite la bibliothèque municipale.
Une association propose de réutiliser une partie de la plate-forme de la ligne pour créer un tramway du littoral entre Sainte-Maxime et Saint-Tropez pour un coût de 65 millions d'euros.

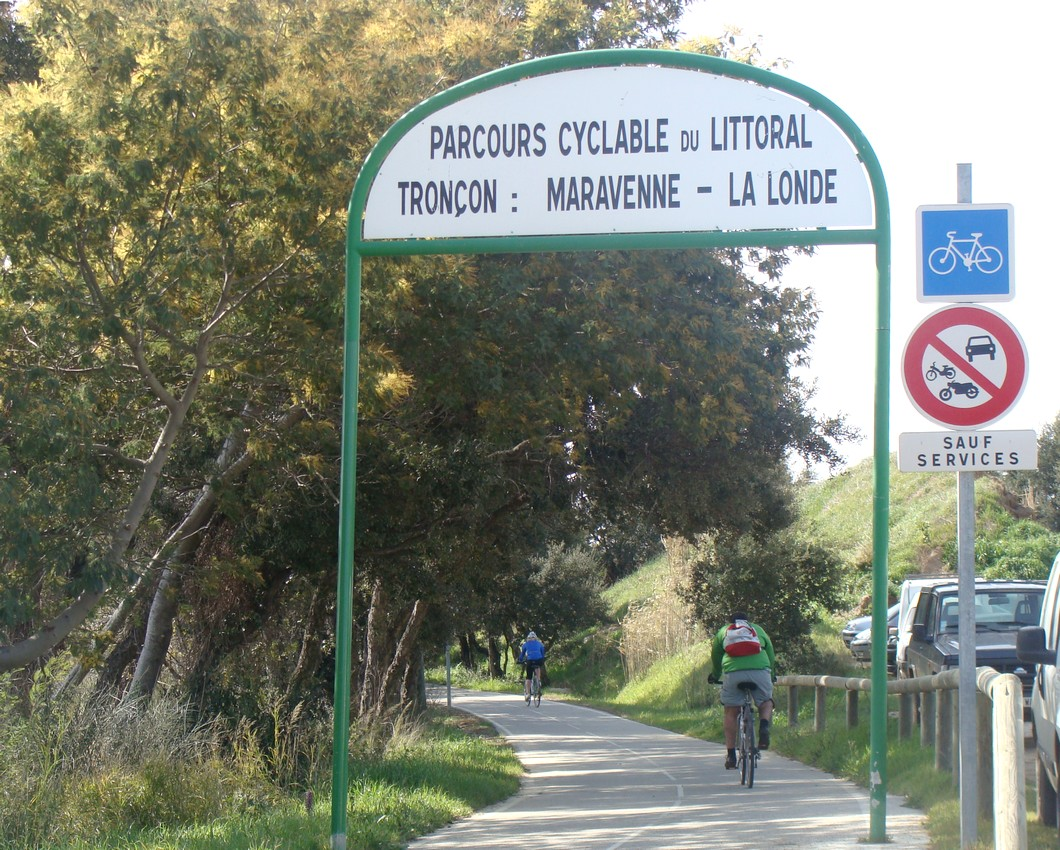
Section de piste cyclable à l'ouest de la Londe.
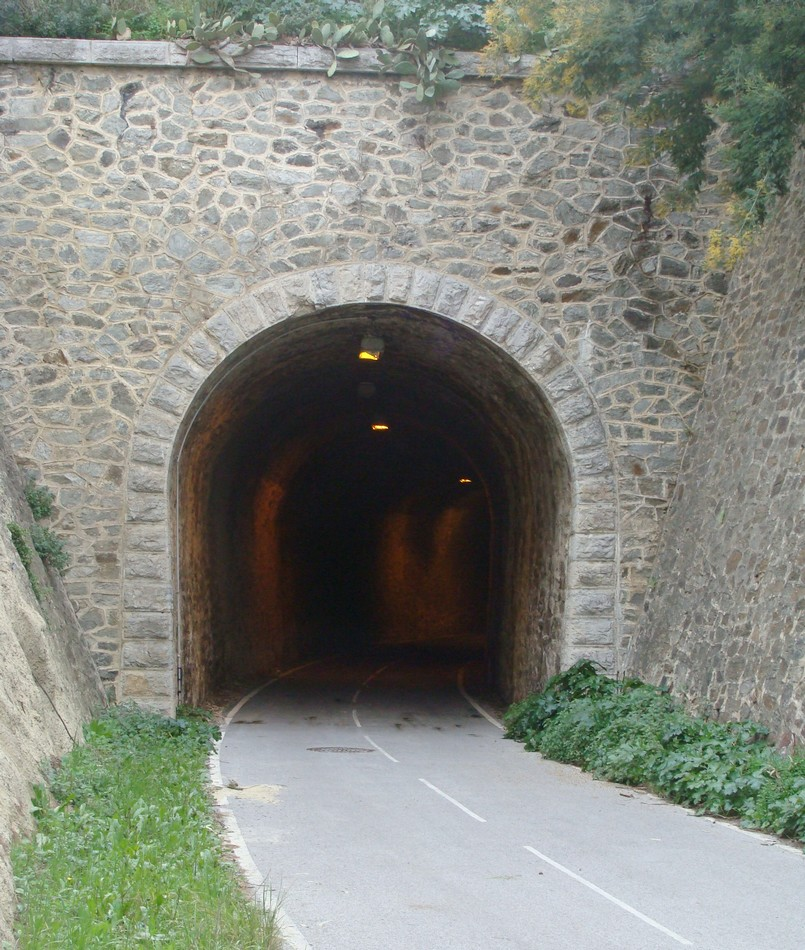
Le tunnel du Layet, à l'est du Lavandou, ouvert aux cyclistes.
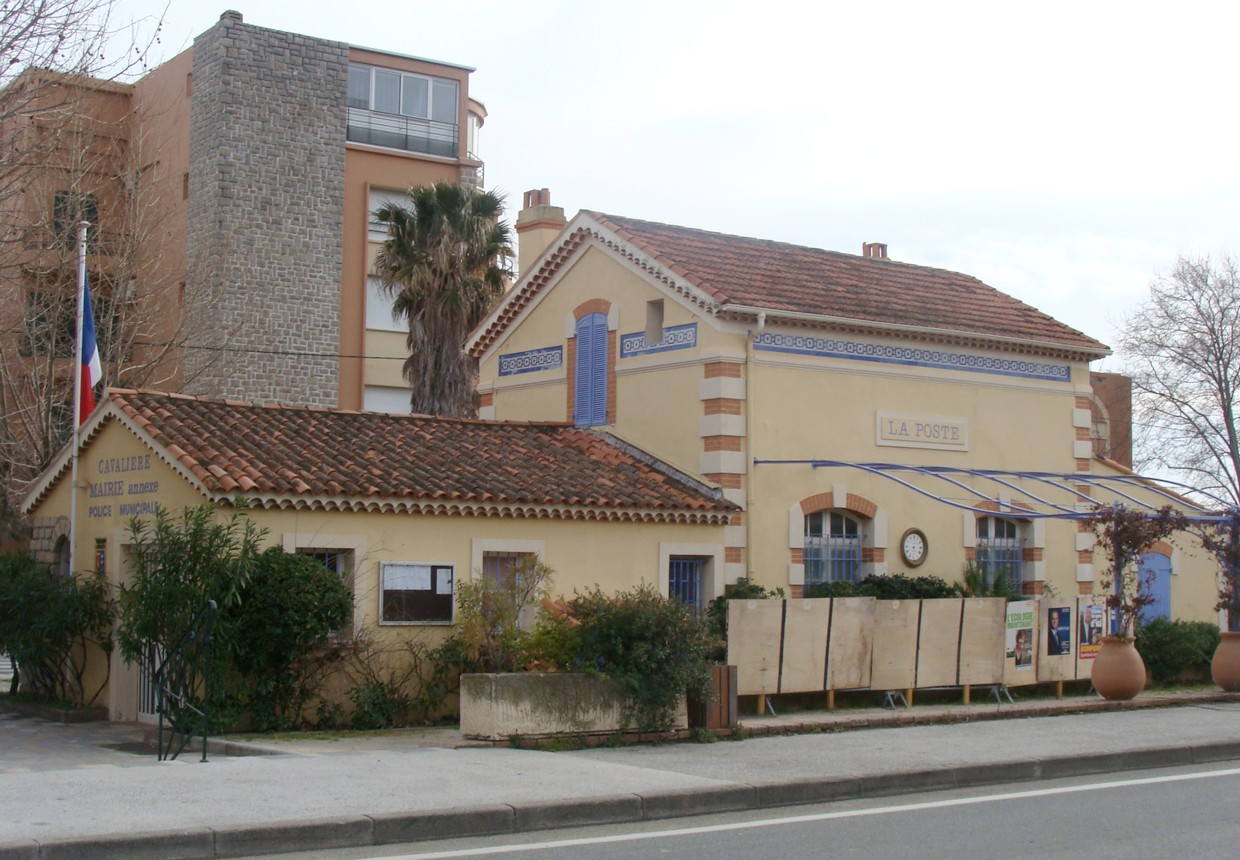
L'ancienne gare du Lavandou Cavalière.
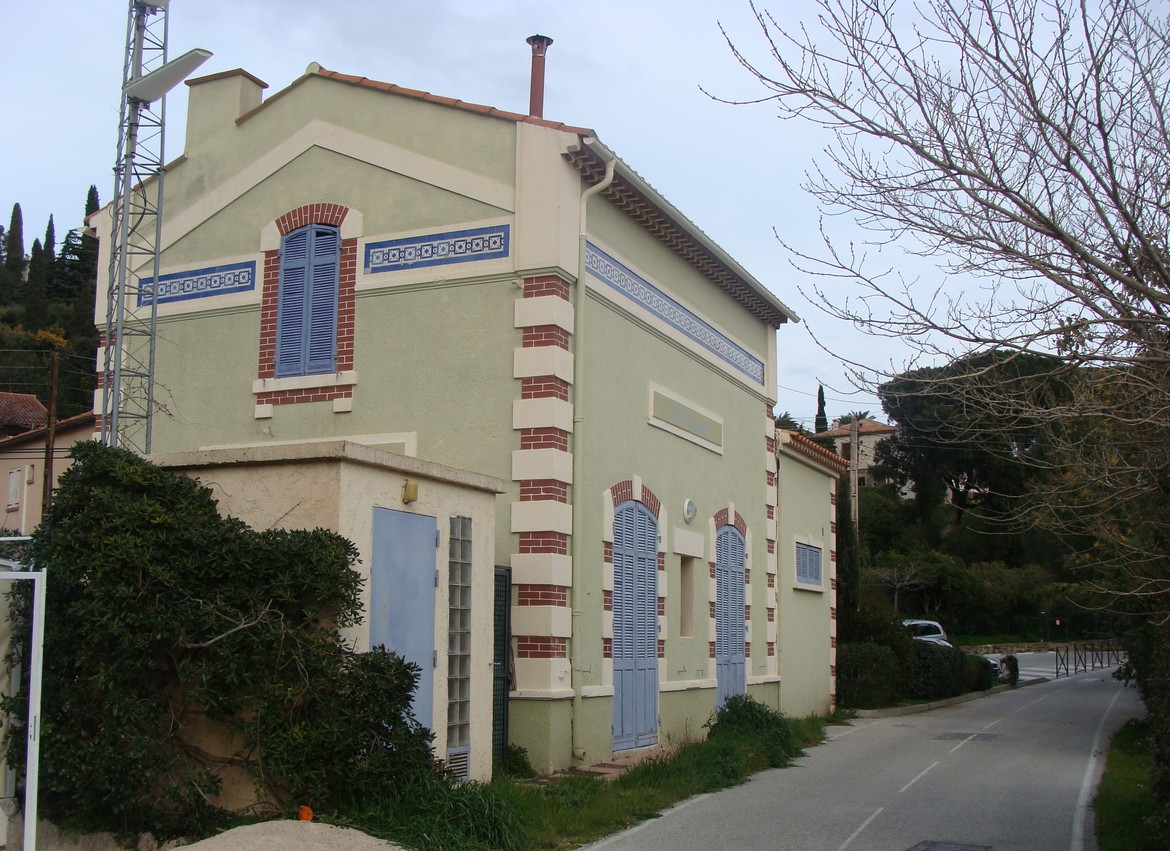
L'ancienne gare du Lavandou La Fossette.